# Atlas Novus
El  atlas Novus  (o atlas Maior, com van ser batejades les edicions posteriors) és un atlas mundial, concebut per Willem Blaeu i compilat pel seu fill Joan Blaeu, que no va ser completat fins al 1665. L'obra original es componia d'11 volums, en llatí, i contenia 594 mapes.
El títol complet de "Theatrum Orbis Terrarum, sive, atlas novus" es refereix a l'origen de l'edició. Està basada en una obra anterior d'Abraham Ortelius, "Theatrum Orbis Terrarum" de 1570.